# Marie-Ange Todorovitch
Marie-Ange Todorovitch est une mezzo-soprano française née à Castelnau-le-Lez, près de Montpellier.

## Formation
Marie-Ange Todorovitch étudie d'abord le piano, l'orgue, le chant au conservatoire de Montpellier, sa ville natale, puis entre au Conservatoire National Supérieur de Musique de Paris (avec Jane Berbié) et à l'École de l'Opéra de Paris (auprès de Denise Dupleix)[réf. souhaitée].

## Carrière artistique
Jusqu'à l'âge de 30 ans, elle joue des rôles de soprano puis déc ouvre qu'elle est plus à l'aise comme mezzo.
Parmi ses rôles tenus, elle est Madame de Croissy dans Les Dialogues des Carmélites à l’Opéra Grand Avignon et Marta dans Mefistofele de Boito aux Chorégies d’Orange, elle chante dans Le Tricorne de Manuel de Falla à l’Opéra de Marseille.Elle est aussi Geneviève dans Pelléas et Mélisande à l’Opéra National du Rhin, Marcellina dans Les Noces de Figaro à l’Opéra de Marseille, le rôle-titre dans La Grande Duchesse de Gerolstein à l’Opéra de Marseille, la Comtesse dans La Dame de pique, dans une mise en scène d’Olivier Py, à l’Opéra de Nice, l’Opéra de Marseille, l’Opéra d’Avignon et l’Opéra de Toulon, Zulma dans L’Italienne à Alger à l’Opéra de Marseille et Marta dans Mefistofele au Capitole de Toulouse[réf. souhaitée].
Passionnée par l’enseignement, elle est invitée à donner des Masterclasses en France et à l’étranger.

## Rôles
- 2000 : La Belle Hélène : Oreste, au théâtre du Châtelet à Paris (2000)
- 2000 : Les Contes d'Hoffman : Guilietta, au Grand Théâtre de Genève et à l'Opéra de Monte-Carlo (2010)
- 2003 : La Grande-Duchesse de Gérolstein, Styriate 2003, Nikolaus Harnoncourt
- 2006 : Carmen, à l'opéra de Montpellier, à Doha et à l'Opéra de Massy (2011)
- 2010 : Louise : la mère, à l'Opéra national du Rhin
- 2010 : L'Homme de la Mancha : Aldonza, au Capitole de Toulouse
- 2010 : Le Vaisseau fantôme : Mary, à l'Opéra Bastille
- 2010 : Hamlet : la reine Gertrude, à l'Opéra de Marseille et à l'Opéra de Strasbourg (2011)
- 2011 : Rigoletto : Maddalena, à l'Opéra de Monte-Carlo et aux Chorégies d'Orange
- 2011 : Faust : dame Marthe, à l'Opéra Bastille
- 2011 : La Chartreuse de Parme : Gina, à l'Opéra de Marseille
- 2014 : Colomba (création mondiale) : Colomba, à l'Opéra de Marseille, Quai Ouest (création mondiale ) à l'Opéra du Rhin
- 2015 : Die Eroberung von Mexico (Salzburger Festpielhaus), Wozzeck (Margret), Scala de Milan
- 2015 : Katja Kabanova de Leoš Janáček, Kabanicha, opéra de Toulon[4]
- 2016 : Falstaff (Mrs Quickly) / Theâtre de Genève, Faust (Marthe) / Festival de Salzburg, Cavaleria Rusticana (Mamma Lucia) / Opéra de Toulon, Katya kabanova (Kabanicha) / Opéra Grand Avignon
- 2017 : Boris Goudounov (La Nourrice / L'Hôtesse) / Opéra de Marseille, Faust (Marthe) / Opéra Grand Avignon, Rigoletto (Maddalena) / Choregies d'Orange, Les Noces de Figaro (Marcellina) / Opéra du Rhin, Le Baron tzigane (Czipra) / Grand Theâtre de Genève
- 2018 : Dialogues des carmélites (Madame de Croissy) / Opéra Grand Avignon
- 2018 : Mefistofele (Marta) / Chorégies d'Orange[5]

## Discographie
- Le Comte Ory, Direction musicale : Jesús López-Cobos, Orchestra del Teatro Comunale di Bologna, Deutsche Grammophon
- La Damnation de Faust, Direction musicale : Jean-Claude Casadesus, Orchestre National de Lille, Naxos 2003
- Djamileh, Direction musicale Jacques Mercier, Orchestre National d'Ile de France, RCA
- Don Quichotte, Direction musicale : Michel Plasson, Orchestre du Capitole de Toulouse, EMI Classics
- Le Roi David, Direction musicale: Michel Piquemal, Orchestre de la Cité, Naxos
- La Belle Hélène, Direction musicale: Marc Minkovski, Les Musiciens du Louvre, Virgin Classics
- Roméo et Juliette, Direction musicale Michel Plasson, Chœur et orchestre du Capitole de Toulouse, EMI Classics
- L'Amour de loin, Direction musicale Kent Nagano, Deutsches Symphonie-Orchester Berlin et Rundfunkchor Berlin, Harmonia Mundi : Grammy Award 2011 pour le meilleur enregistrement d'opéra
- Claude Debussy Intégrale des mélodies, Lygia

## Distinction
En juillet 2016, Marie-Ange Todorovitch est nommée par le ministère de la culture Chevalière de l'ordre des arts et des lettres.